# (22880) Pulaski
(22880) Pulaski est un astéroïde de la ceinture principale.

## Description
(22880) Pulaski est un astéroïde de la ceinture principale. Il fut découvert le 7 septembre 1999 à la station Anderson Mesa par le programme LONEOS. Il présente une orbite caractérisée par un demi-grand axe de 2,40 UA, une excentricité de 0,15 et une inclinaison de 7,5° par rapport à l'écliptique.

## Compléments